# Biserica ucraineană Adormirea Maicii Domnului din Coștiui
Biserica ucraineană „Adormirea Maicii Domnului” este un monument istoric aflat pe teritoriul satului Coștiui, comuna Rona de Sus, județul Maramureș.

## Localitatea
Coștiui (în maghiară Rónaszék și în ucraineană Коштіль) este un sat în comuna Rona de Sus din județul Maramureș, Transilvania, România. Localitatea Coștiui a fost atestată documentar, pentru prima oară, în anul 1474, cu numele de castellum Ronaszek.

## Biserica
Biserica a fost construită în anul 1775, cu aprobarea reginei Maria Tereza, la cererea muncitorilor mineri din acea vreme. Biserica e construită din piatră, în stil baroc. Printre obiectele de cult de valoare care s-au păstrat se numără o via crucis de dimensiuni considerabile și o statuetă a sf. Anton de Padova. Mai târziu au fost făcute unele modificări și adăugiri, cum ar fi iconostasul. Biserica are hramul „Adormirea Maicii Domnului” și se celebrează în fiecare an în data de 28 august, după calendarul iulian (stil vechi).
După instalarea guvernului comunist, parohia greco-catolică a fost desființată și anexată de biserica ortodoxă, și așa a rămas până în anul 1990 când pr. Vasile Udriciuc s-a reîntors cu întreaga comunitate la biserica greco-catolică.

## Imagini din exterior

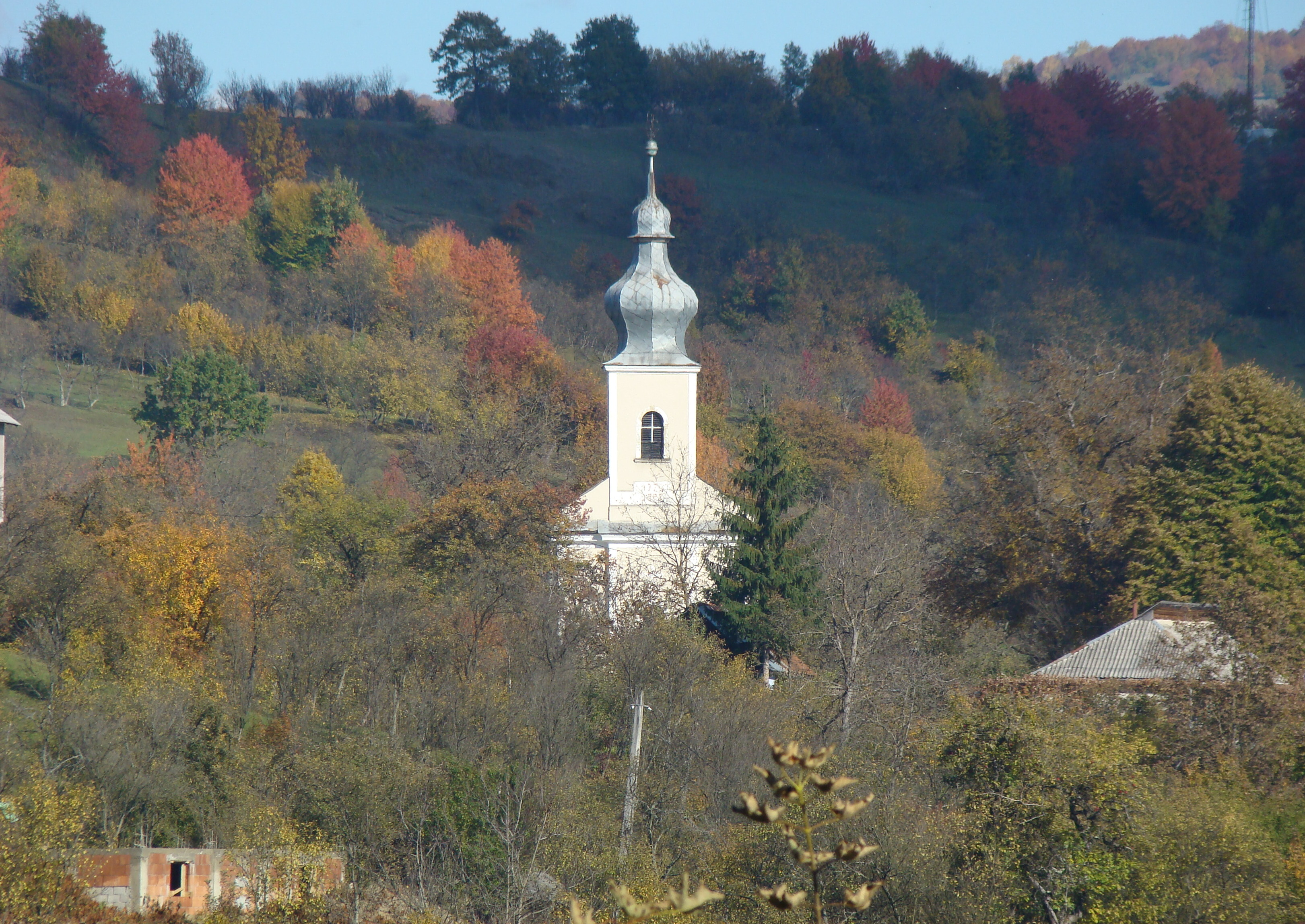
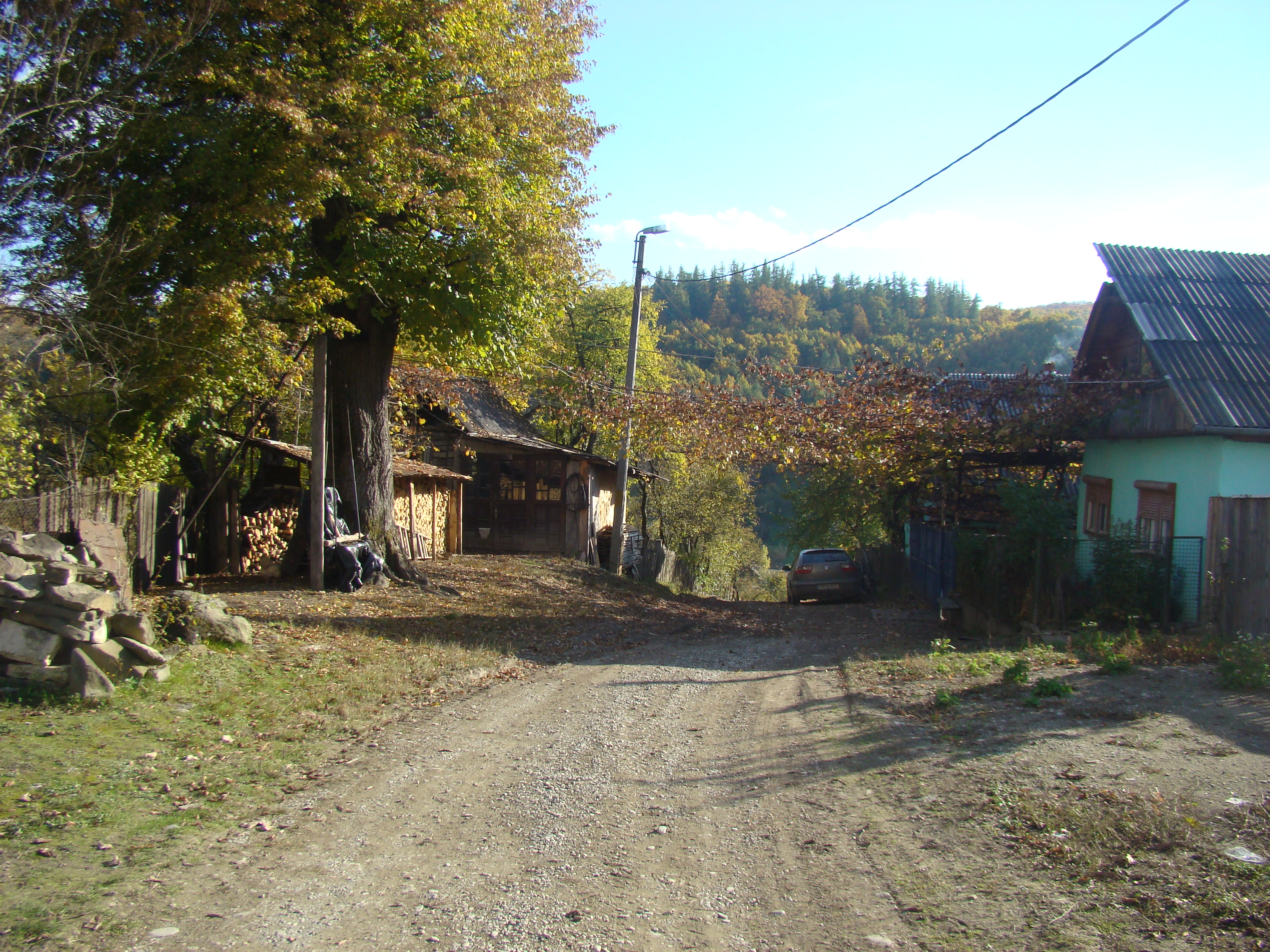
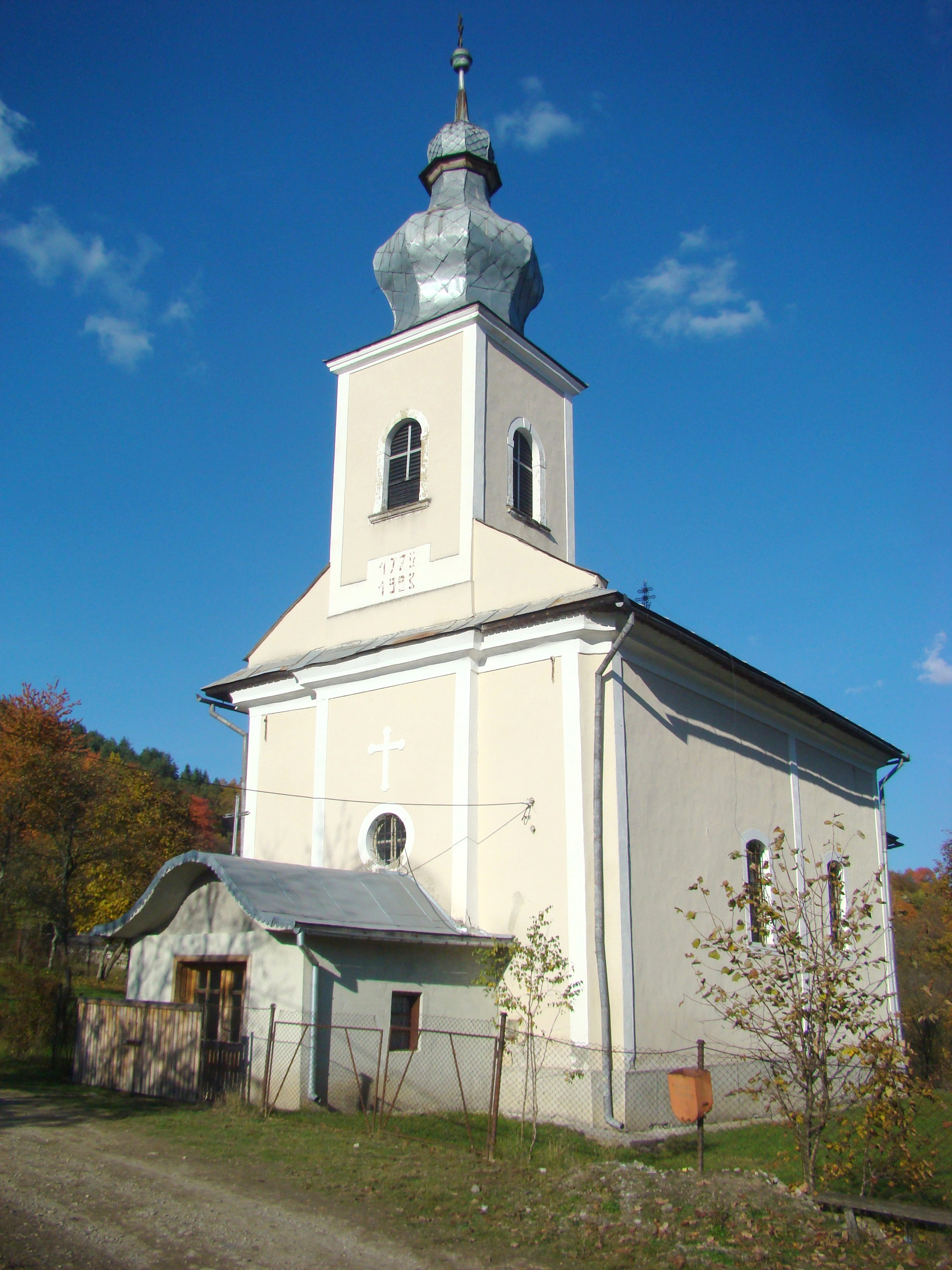
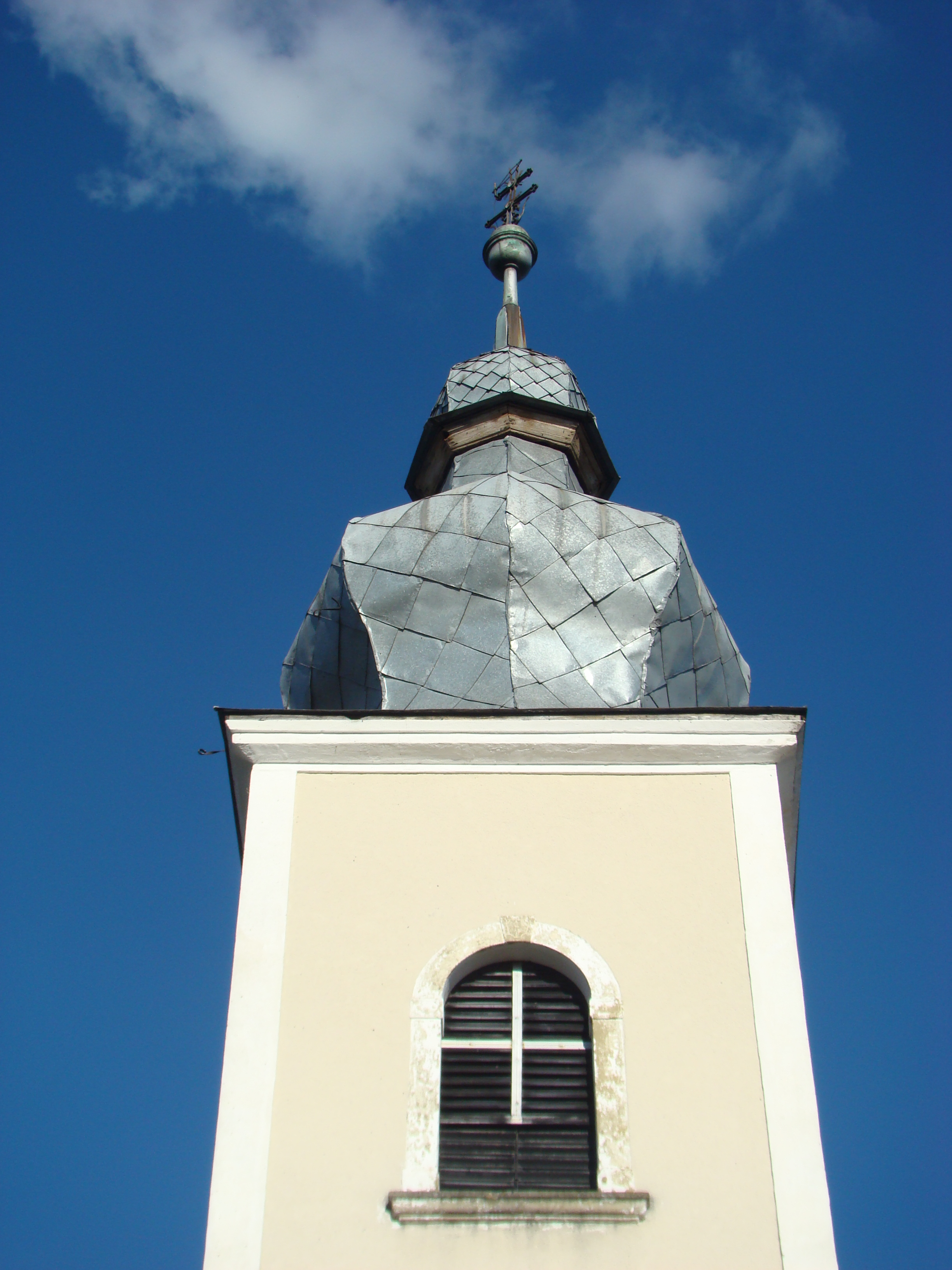
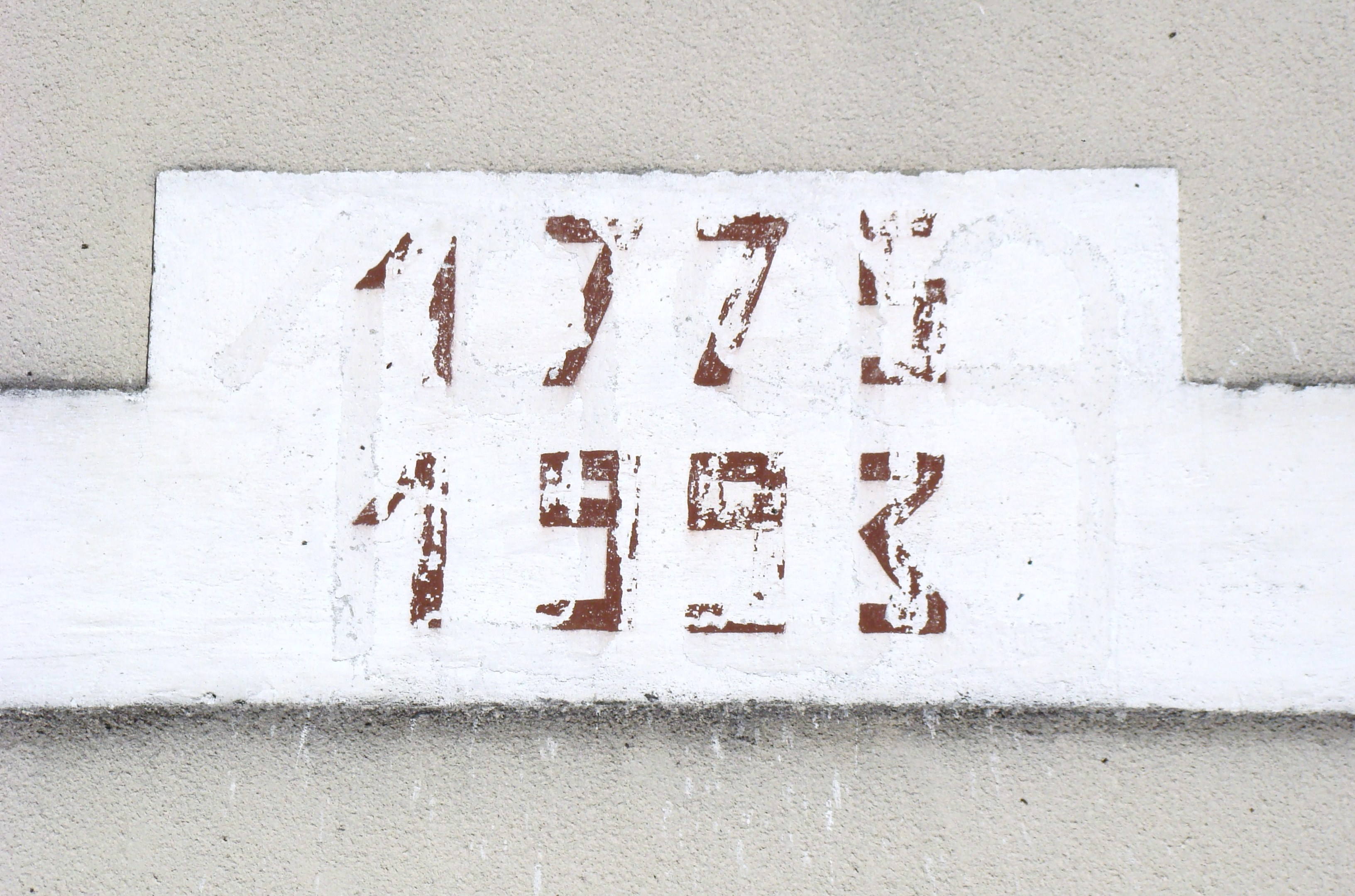
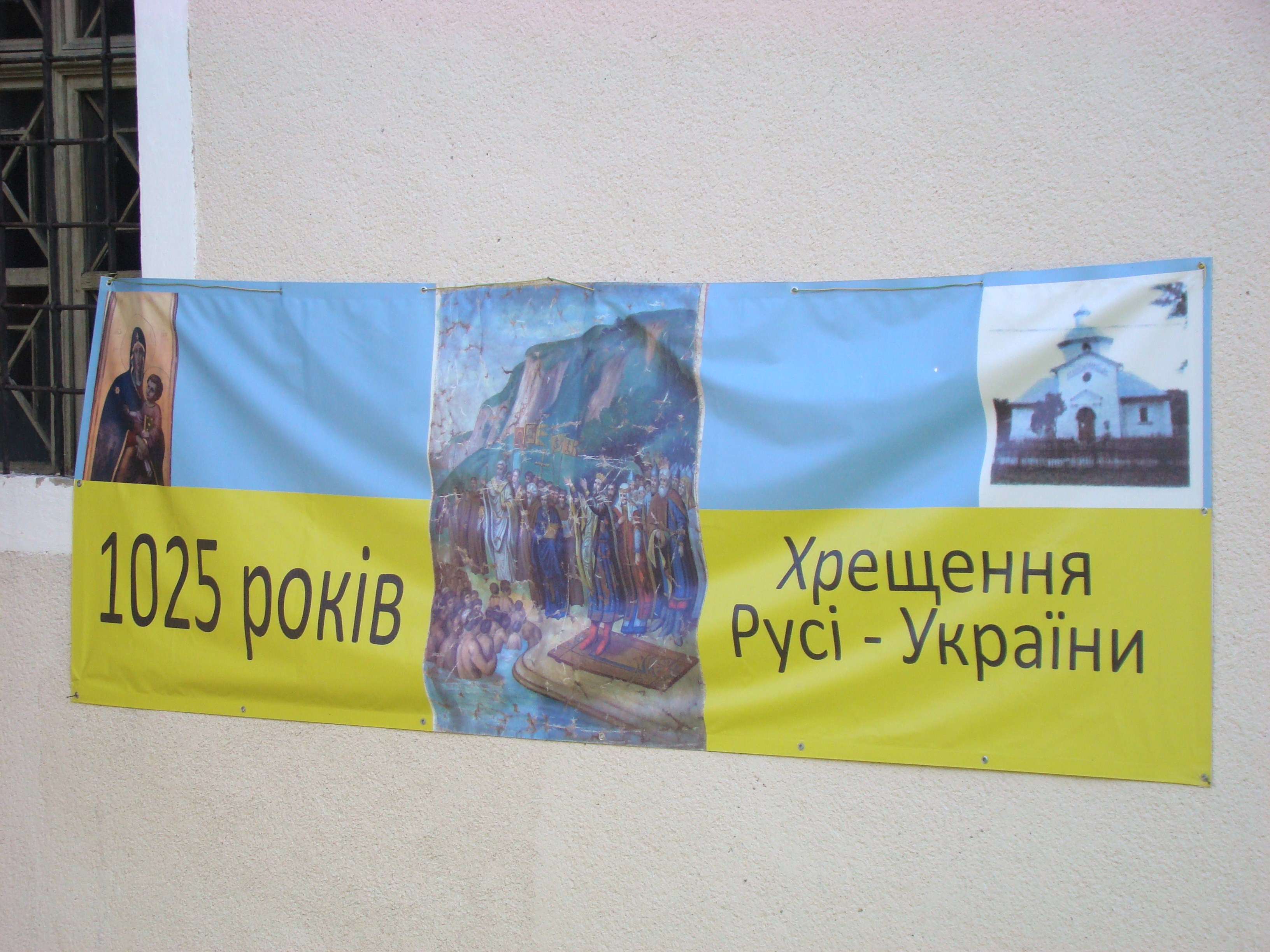
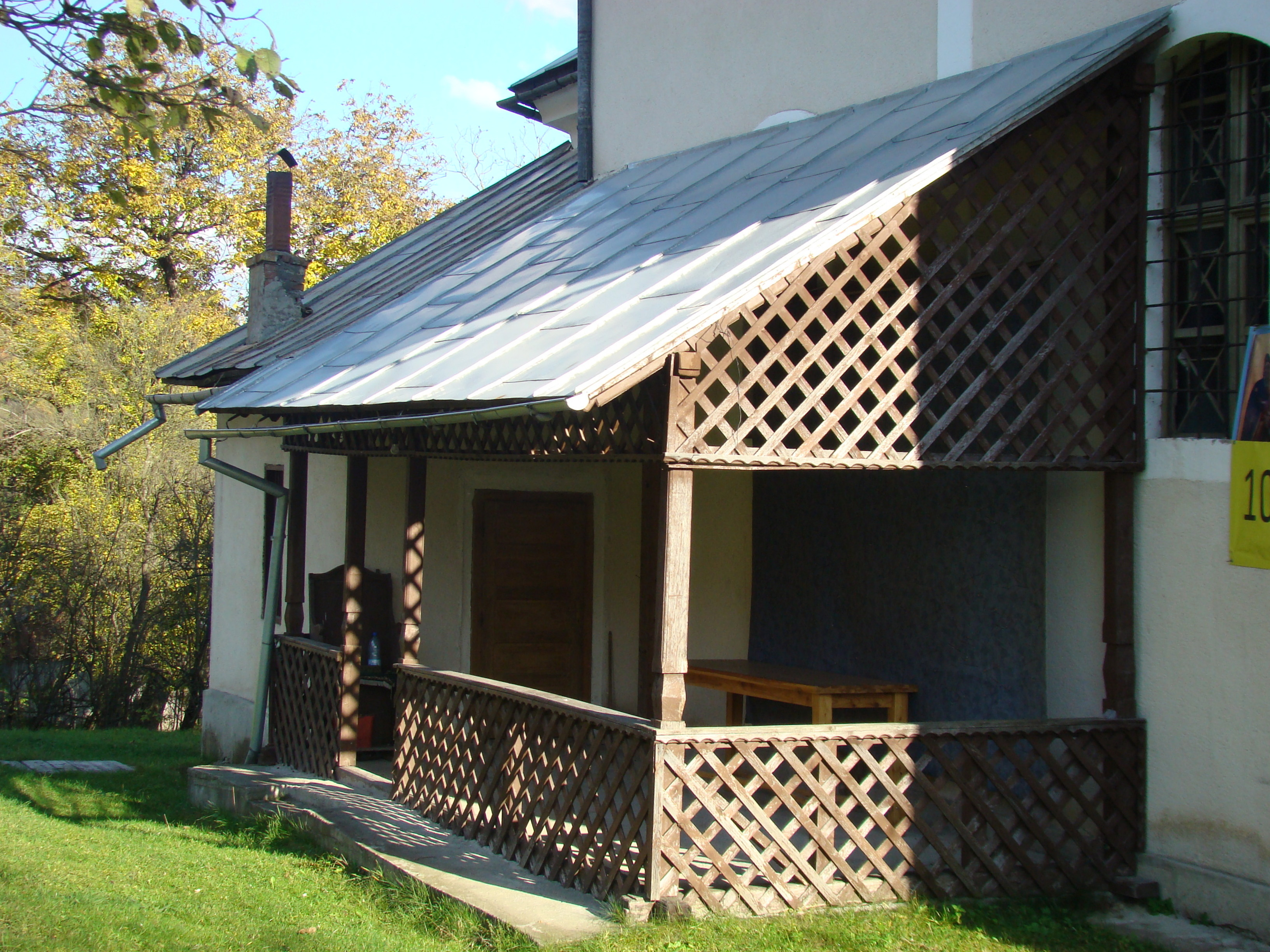
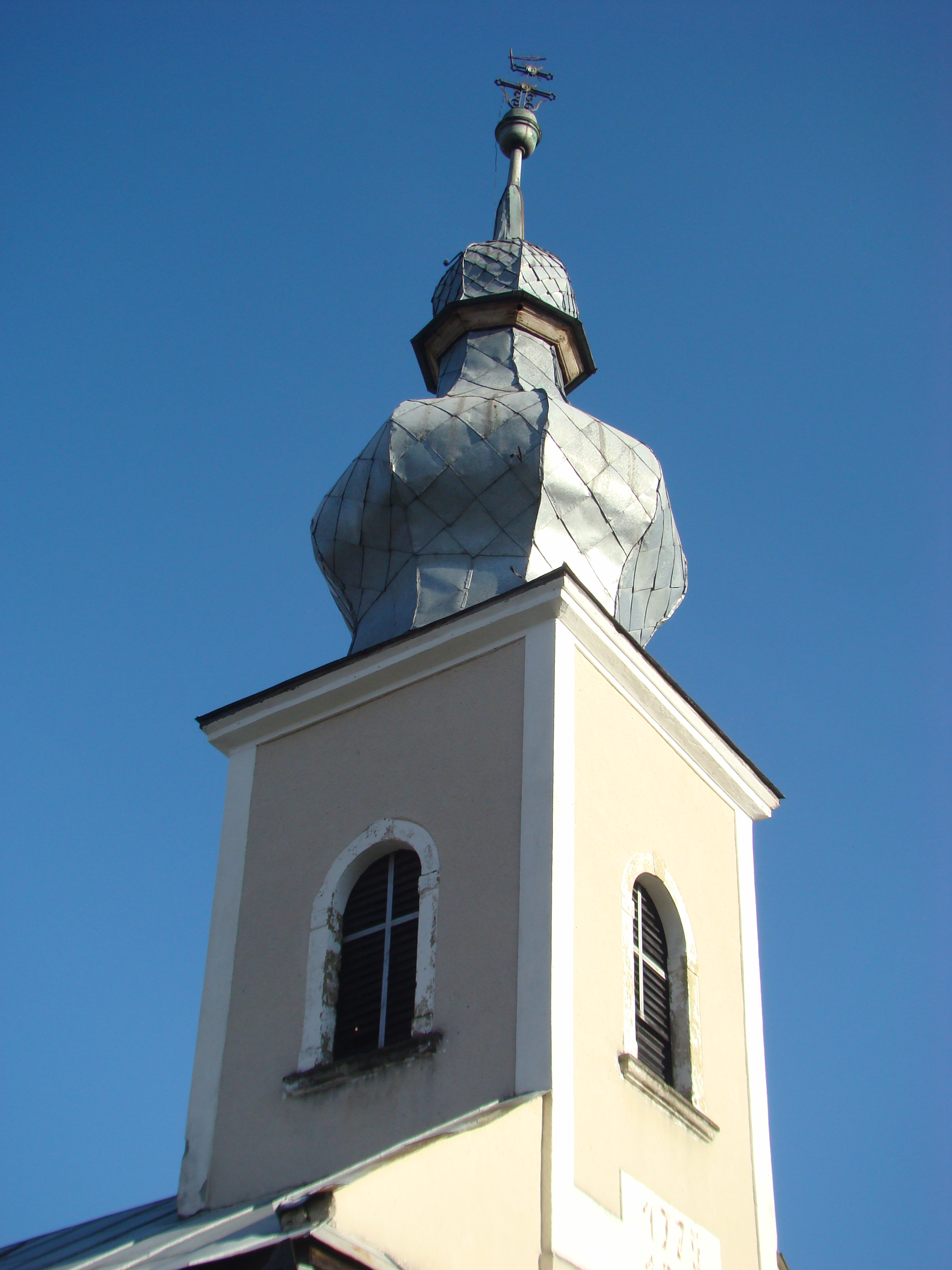
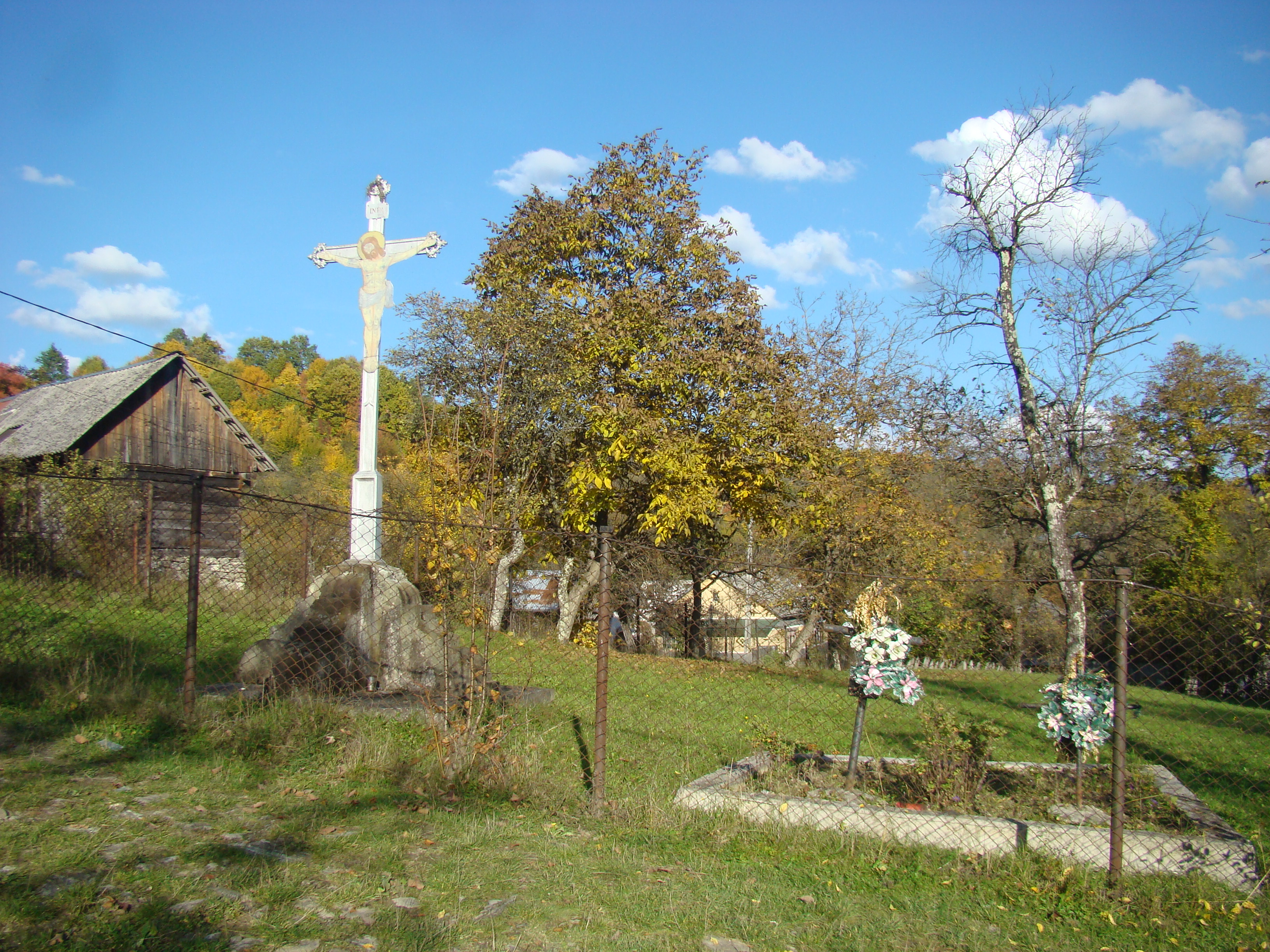
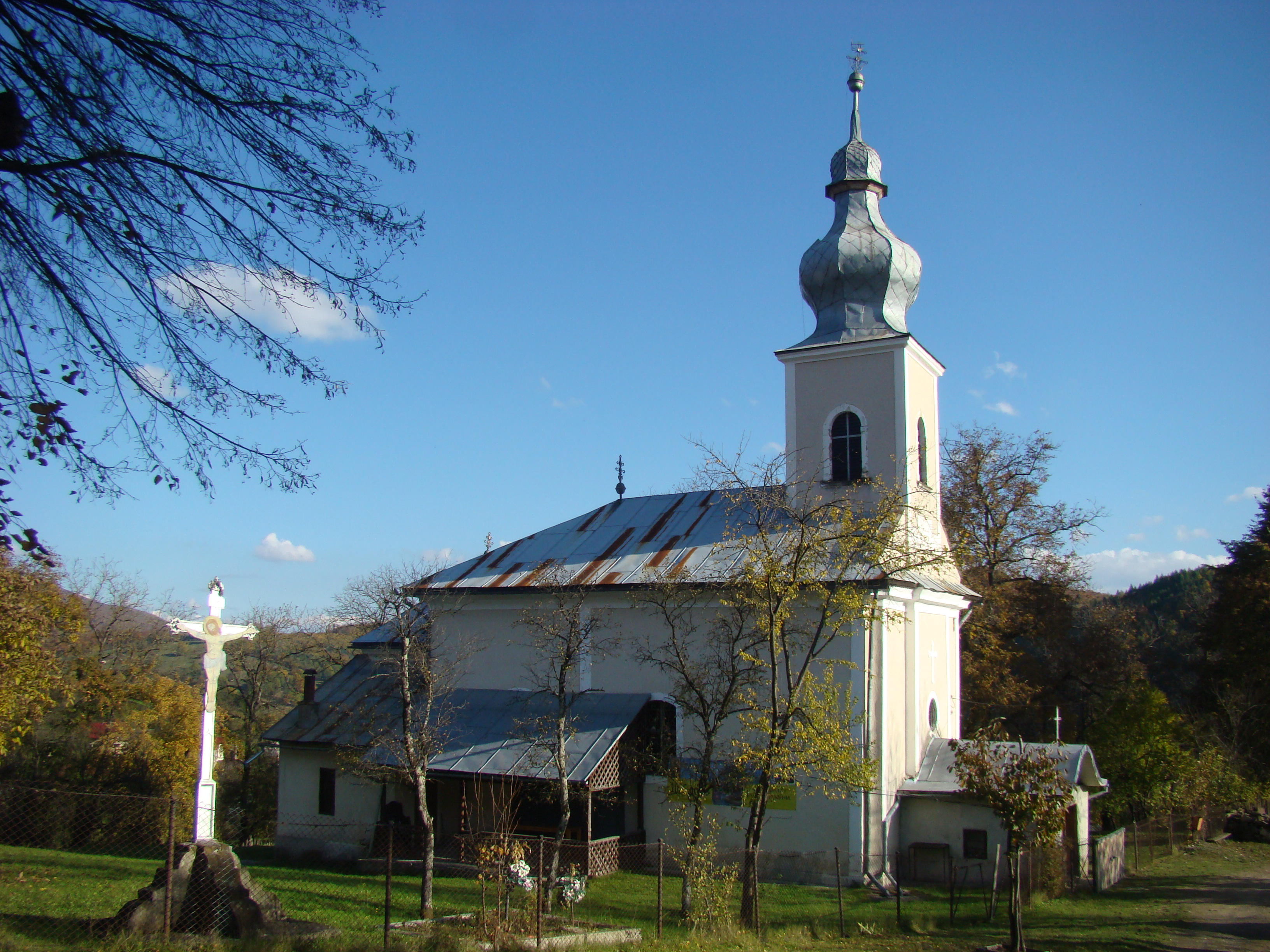
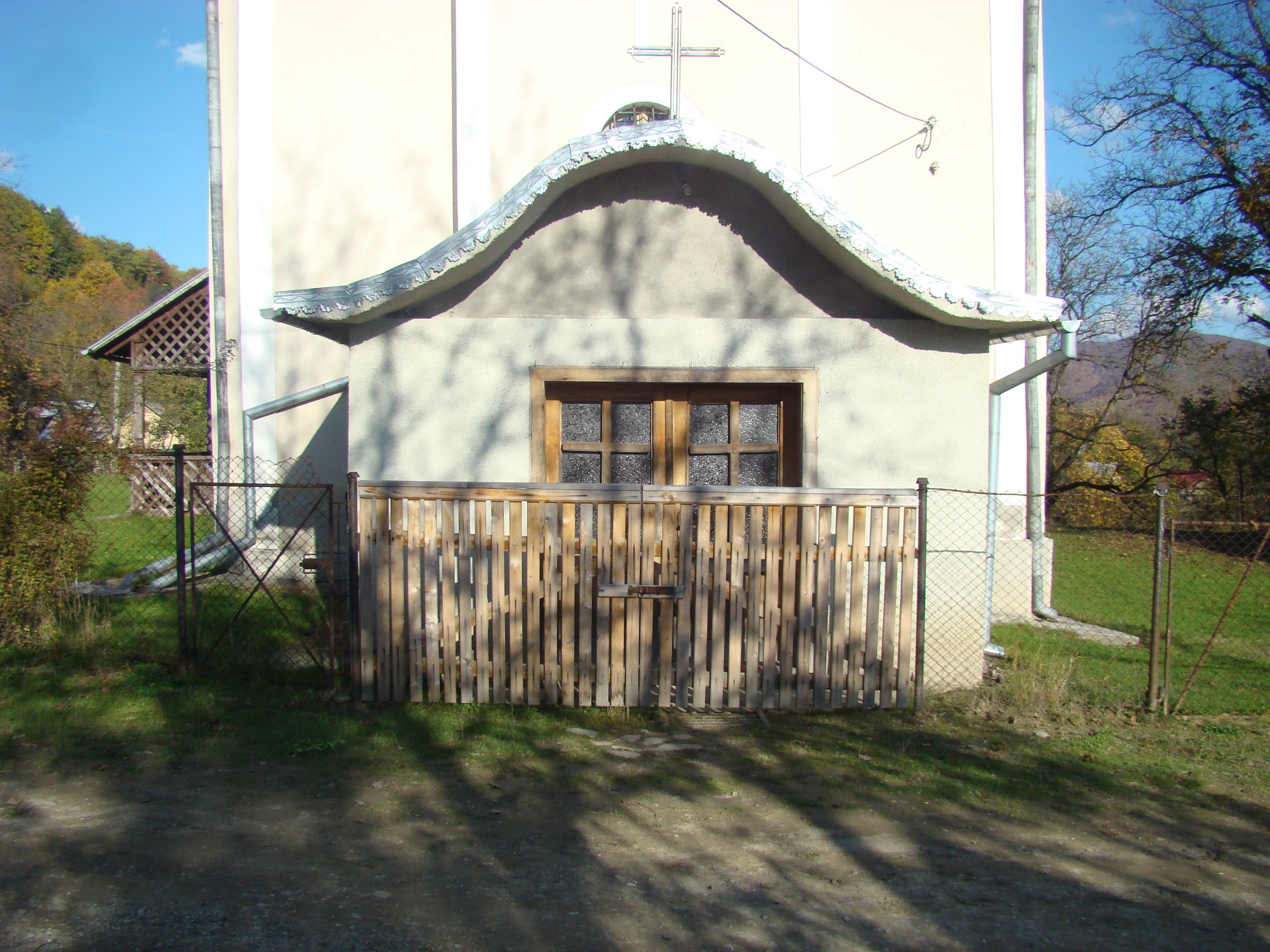
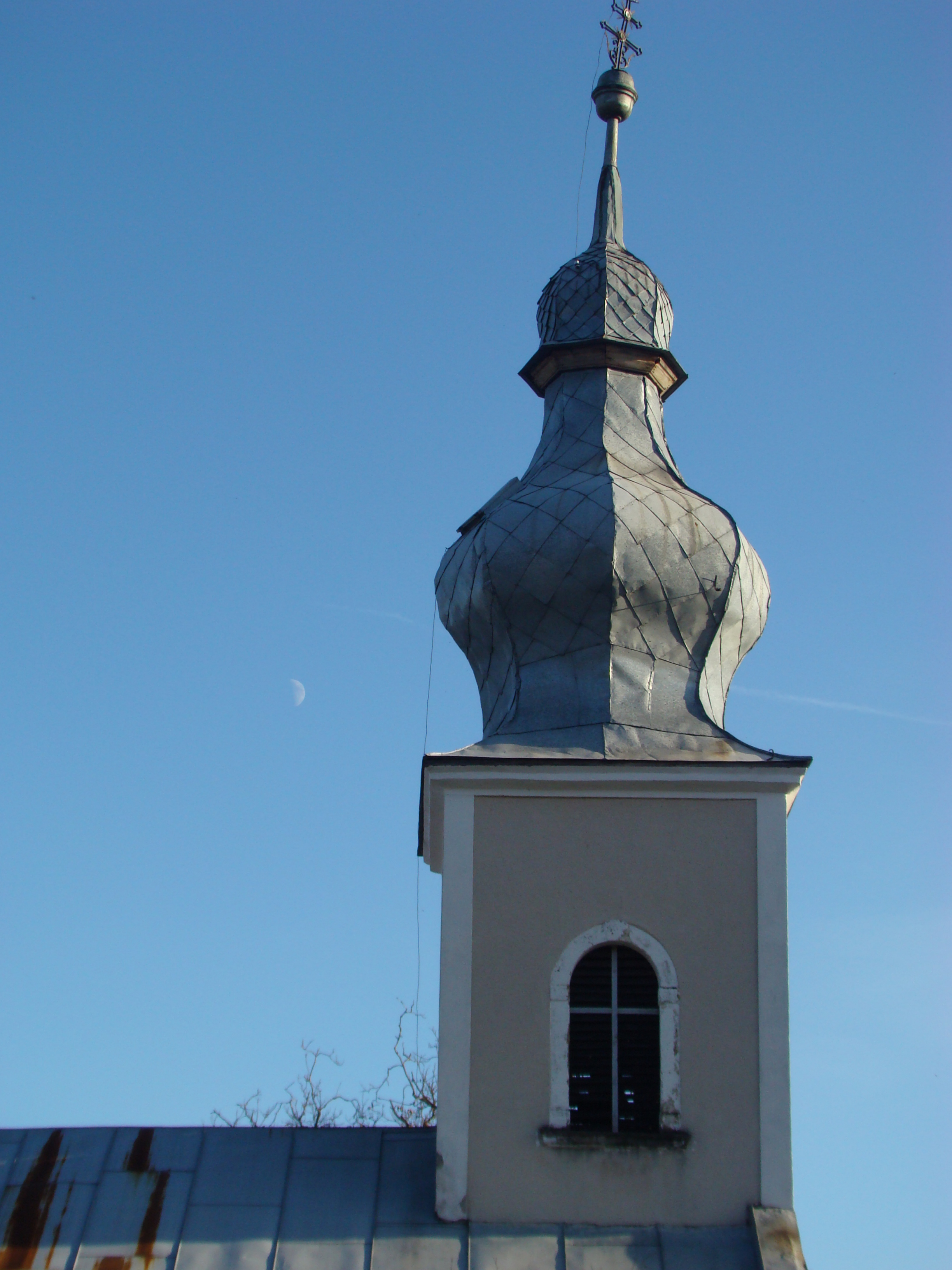
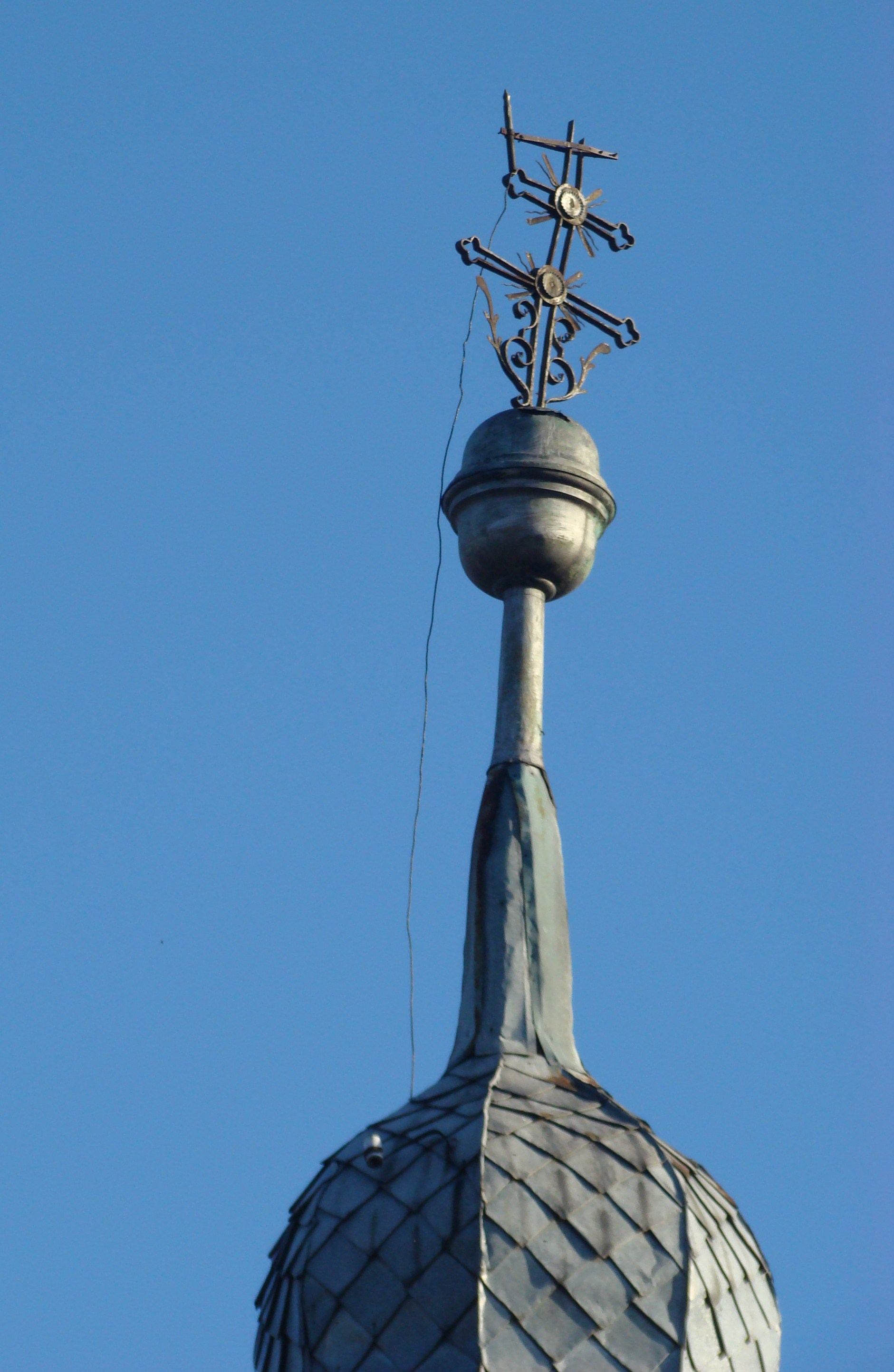
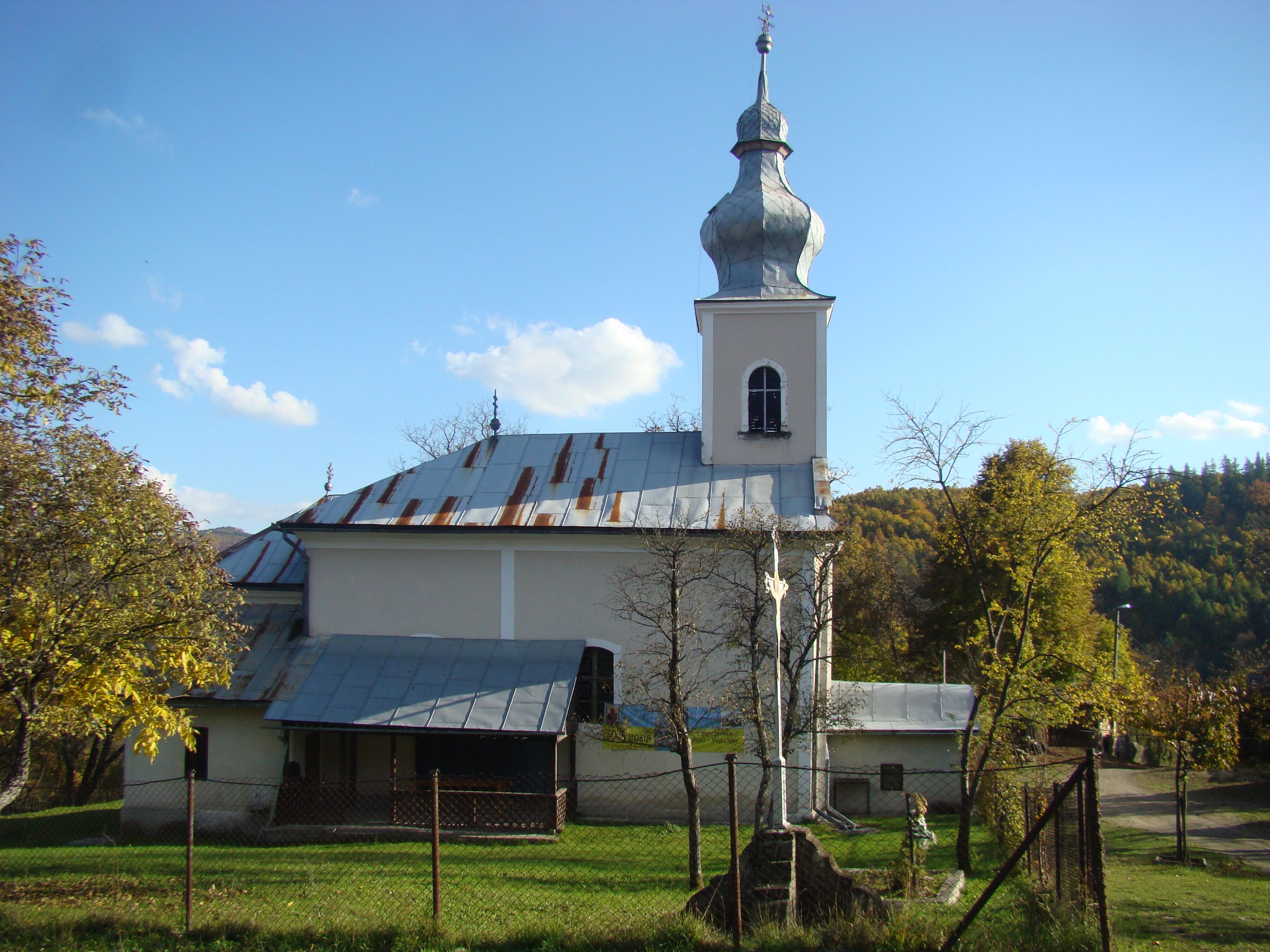
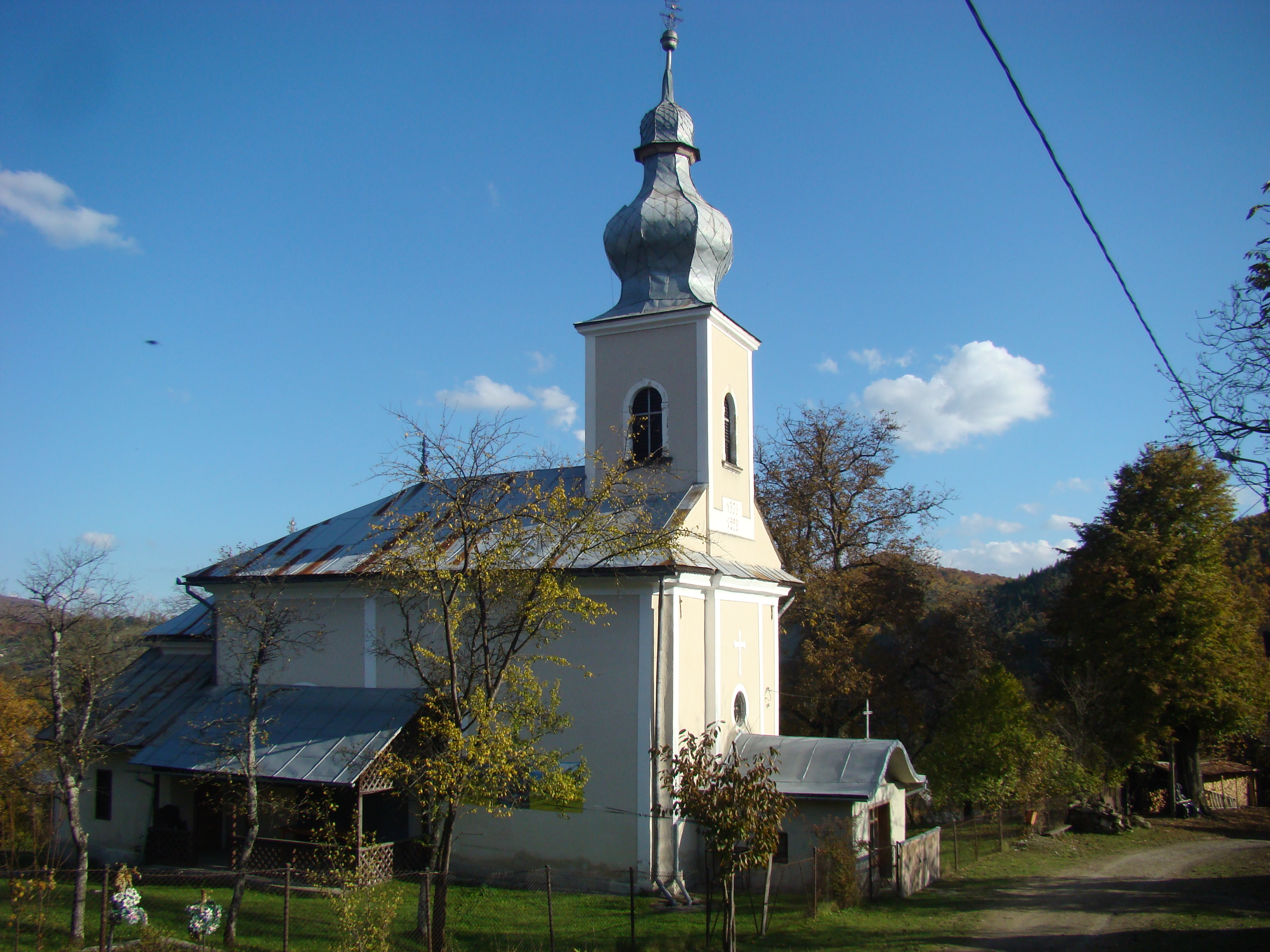
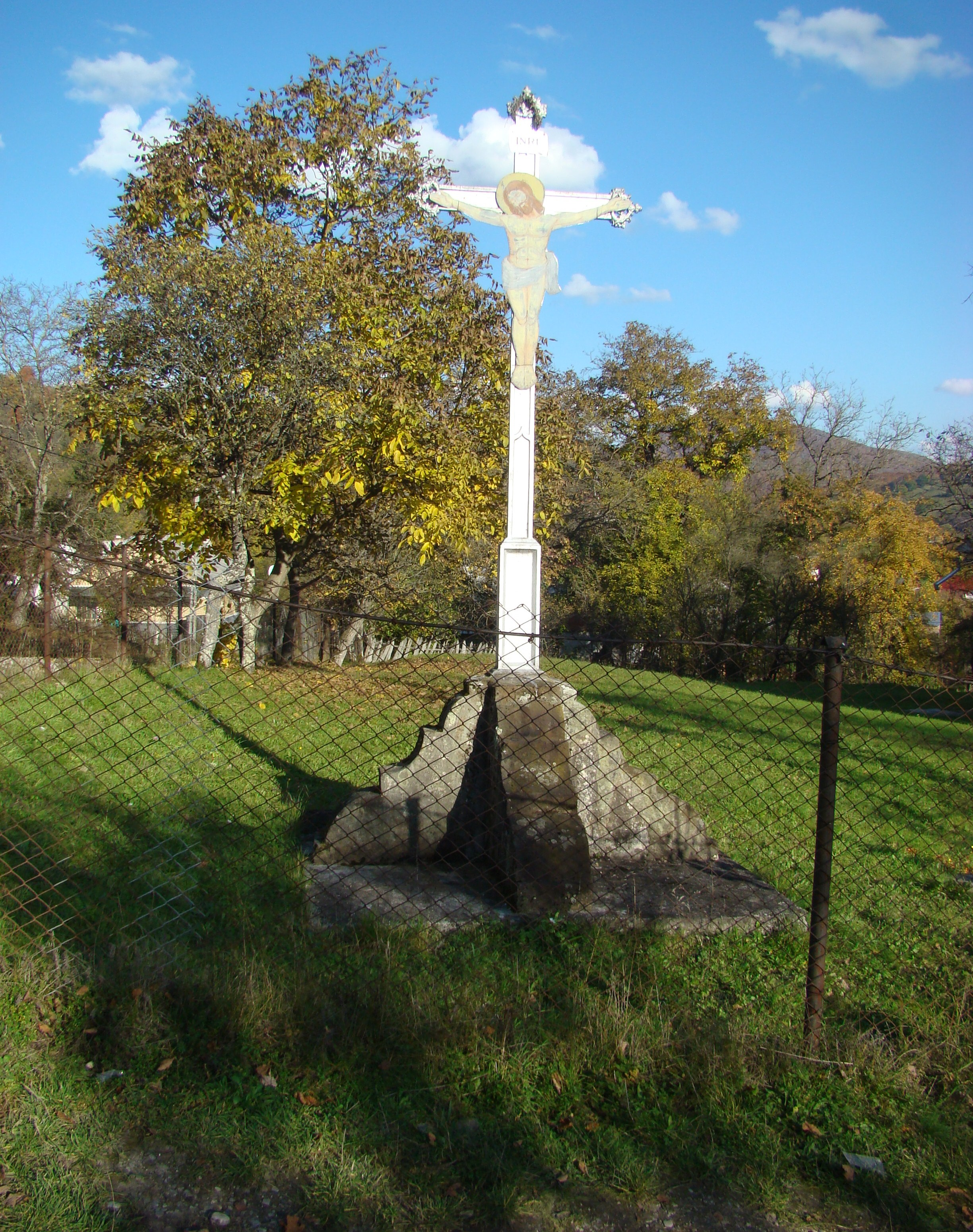
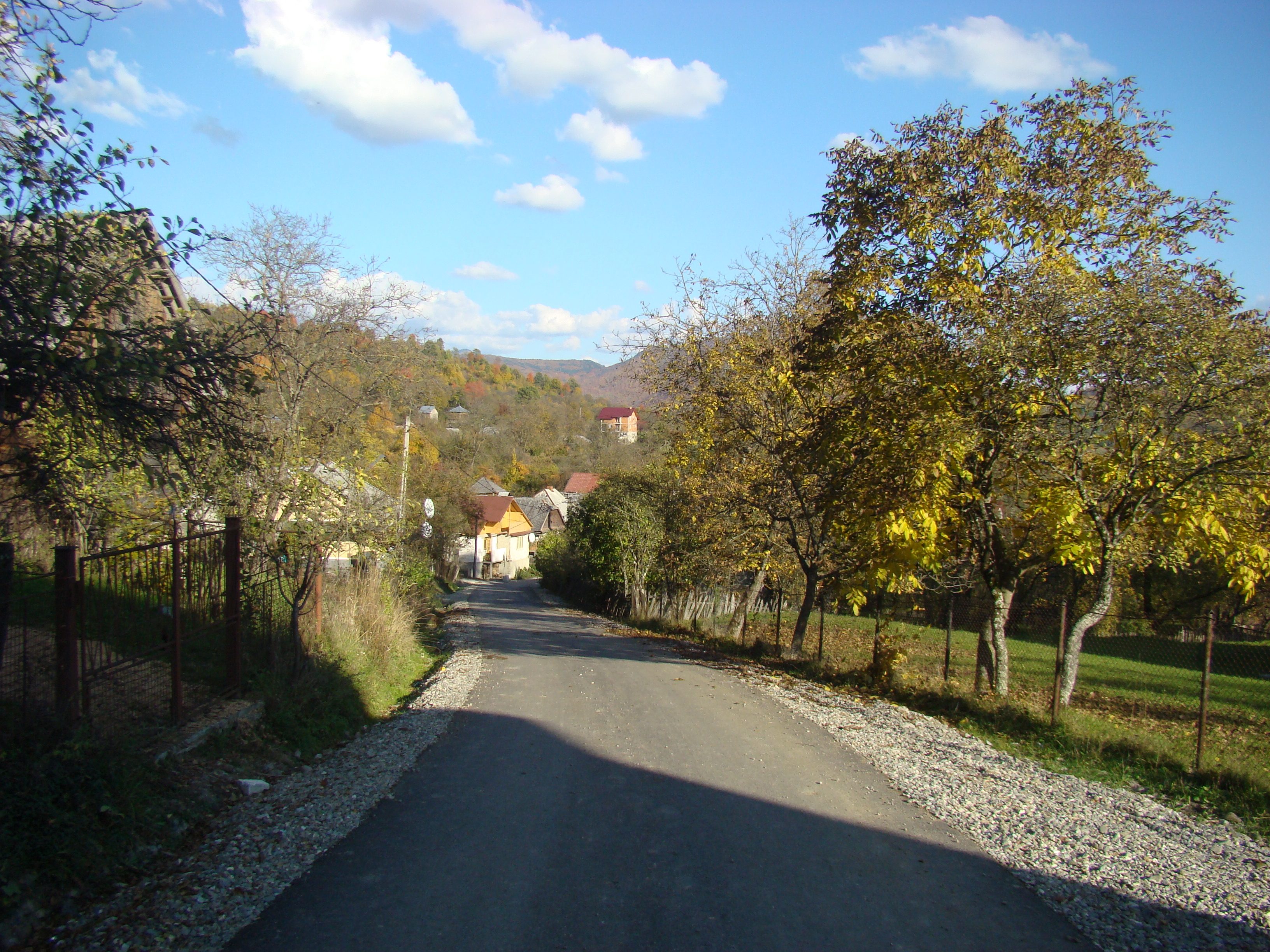
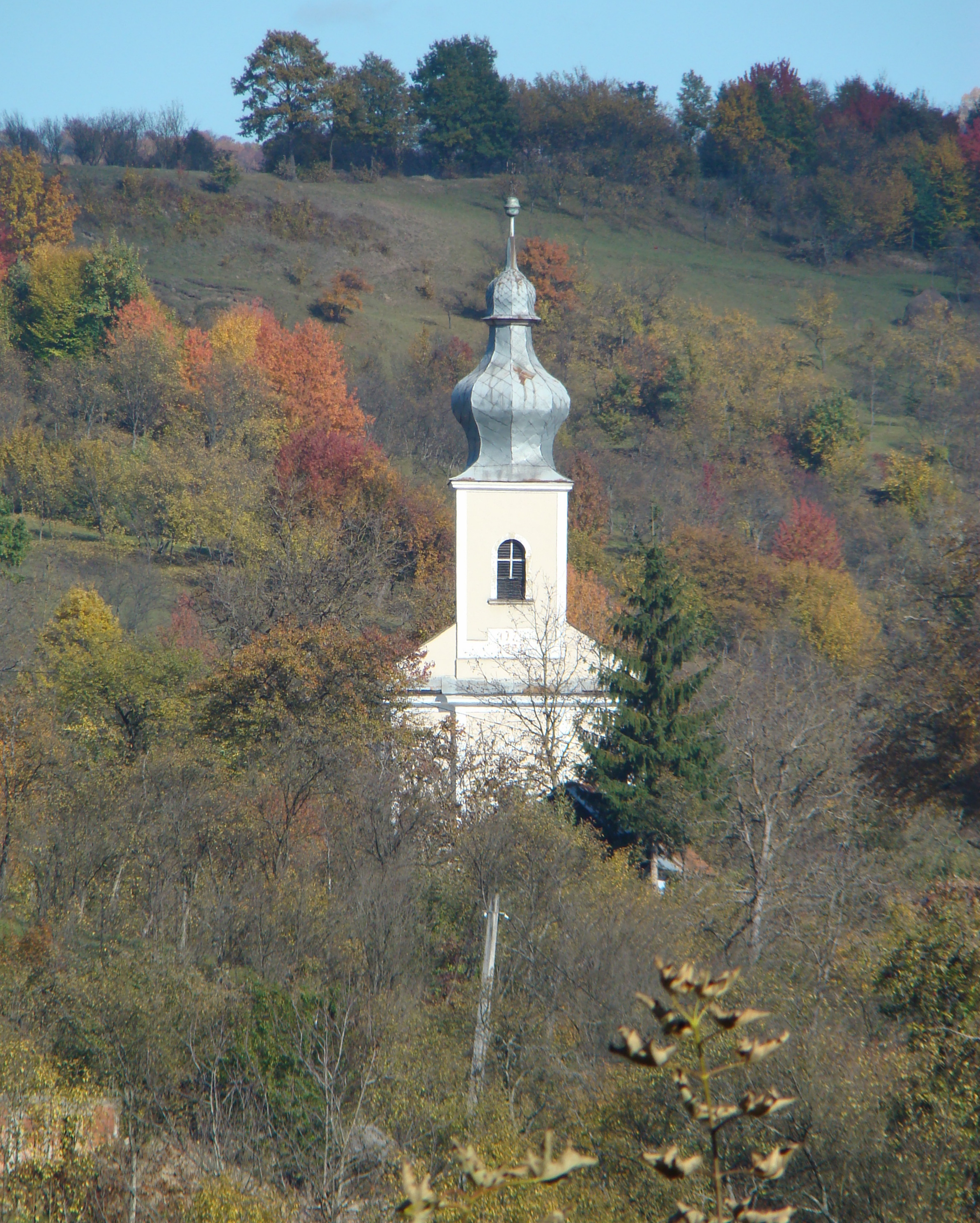
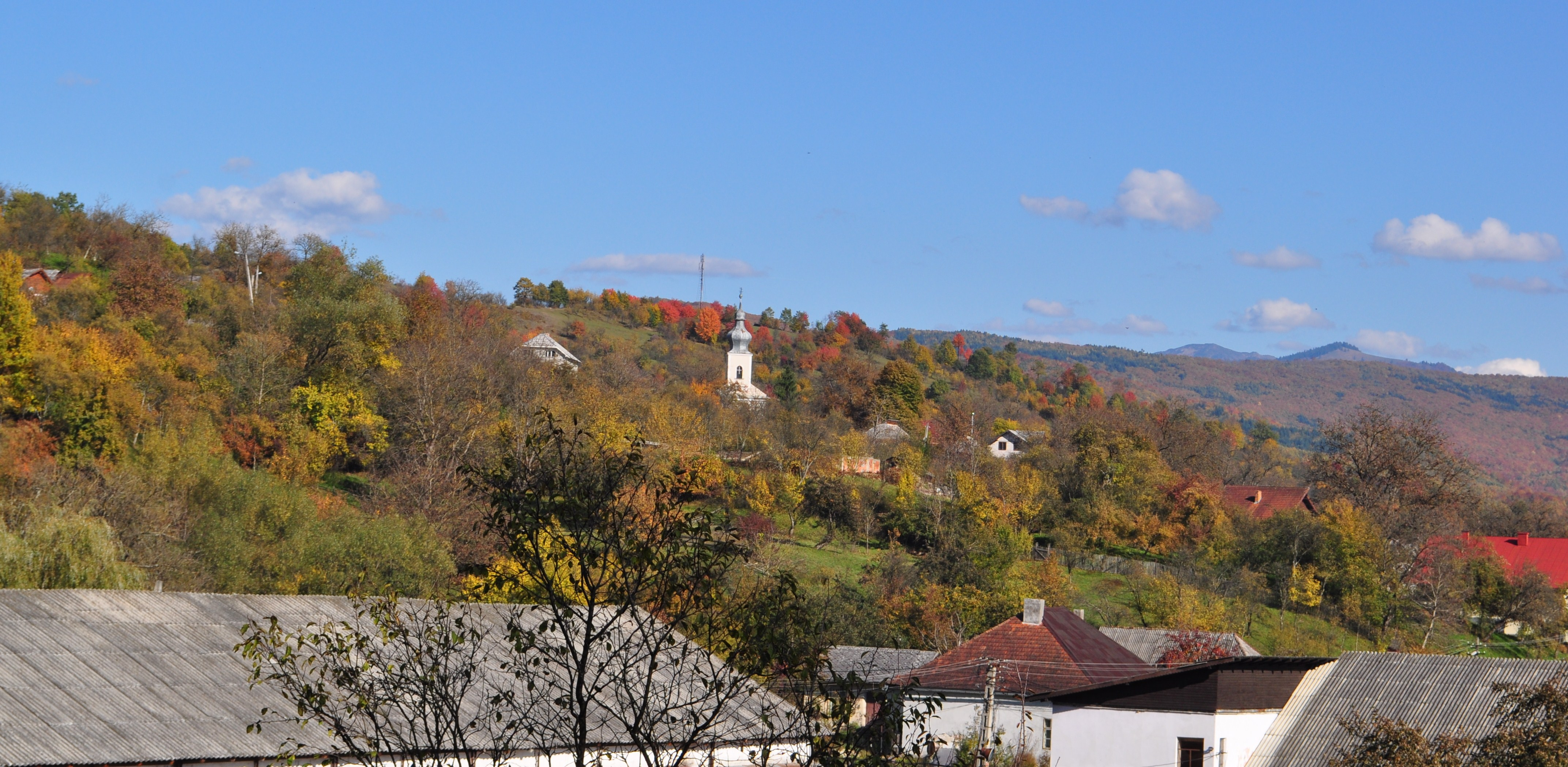

## Vezi și
- Coștiui, Maramureș